# Eragrostis stolonifera
Eragrostis stolonifera är en gräsart som beskrevs av Aimée Antoinette Camus. Eragrostis stolonifera ingår i släktet kärleksgrässläktet, och familjen gräs.
Artens utbredningsområde är Madagaskar. Inga underarter finns listade i Catalogue of Life.